# Mahovo
Mahovo is een plaats in de gemeente  Martinska Ves in de Kroatische provincie Sisak-Moslavina. De plaats telt 328 inwoners (2001).